# Эдж (буква)
Ե, ե (арм. եչо файле, эдж) — пятая буква армянского алфавита. Создал Месроп Маштоц в 405—406 годах. Возможно, что название и форма родственны греческому эпсилон и финикийскому хе.

## Использование
И в восточноармянском, и в западноармянском языках обозначает [jɛ] в начале слова и [ɛ] в остальных позициях. Числовое значение в армянской системе счисления — 5.
Использовалась в курдском алфавите на основе армянского письма (1921—1928) для обозначения звука [e].
В системах романизации армянского письма передаётся как e (ISO 9985, BGN/PCGN, ALA-LC), ye (BGN/PCGN, в начале слова), y (ALA-LC, в начале слова). В восточноармянском шрифте Брайля букве соответствует символ ⠚ (U+281A), а в западноармянском — ⠽ (U+283D).

## Кодировка
И заглавная, и строчная формы буквы эдж включены в стандарт Юникод начиная с версии 1.0.0 в блоке «Армянское письмо» (англ. Armenian) под шестнадцатеричными кодами U+0535 и U+0565 соответственно.

## Галерея

Округлый еркатагир
Прямолинейный еркатагир
Болоргир
Нотргир
Шхагир